# Old Cleeve
Old Cleeve est une paroisse civile et un village du Somerset, en Angleterre.